# Fritz Weber (Politiker, 1920)
Fritz Weber (* 2. August 1920 in Regen; † 11. Juli 2000 ebenda) war ein deutscher Politiker (SPD).
Weber besuchte die Volksschule und die Fortbildungsschule. 1934 begann er mit der Verwaltungslehre bei der Regener Stadtverwaltung, in dieser Zeit war er Beamtenanwärter des mittleren gehobenen Verwaltungsdienstes. Nach abgeschlossener Ausbildung stieg er vom Verwaltungsangestellten zum Beamten und Stadtamtsrat auf. Im Zweiten Weltkrieg zog er sich im Kriegsdienst mehrere Verletzungen zu, aufgrund derer wurde er als Schwerkriegsgeschädigter anerkannt und im Juli 1945 aus der sowjetischen Kriegsgefangenschaft entlassen. Nach dem Krieg ging er in die Politik: 1948 wurde er erstmals in den Regener Kreistag gewählt, wo er dem Kreisausschuss angehörte und Fraktionsvorsitzender der SPD war. Später saß er auch im Stadtrat, war Orts- und Unterbezirksvorsitzender der SPD sowie Landessozialrichter, Vorsitzender des Ortskartells des DGB und Kreisvorsitzender des VdK. 1966 wurde er in den Bayerischen Landtag gewählt. Die Wiederwahl 1970 gelang nicht, doch rückte er im September 1972 für den ausgeschiedenen Alfons Gerstl nach und saß so bis 1974 im Parlament.